# All-Ireland League Division 1A 2011-2012
L'Ulster Bank League - Division 1A 2011-2012 è stata la 22ª stagione del massimo campionato irlandese di rugby a 15.

Esso è stato organizzato come di consueto dalla IRFU.

La competizione è iniziata il 1º ottobre 2011 ed è terminata il 21 aprile 2012.

Vi hanno partecipato 10 squadre; 5 provenivano dalla provincia di Leinster e 5 dalla provincia di Munster.

Il torneo è stato vinto dal St. Mary's College RFC per la 2ª volta nella sua storia.

## Squadre partecipanti
| Club              | Città    | Provincia | Stadio (capienza)                     | Stagione 2010-2011           |
| ----------------- | -------- | --------- | ------------------------------------- | ---------------------------- |
| Blackrock College | Dublino  | Leinster  | Stradbrook Road -                     | 5° in Division 1A            |
| Clontarf          | Dublino  | Leinster  | Clontarf Cricket Ground (3.200 spett) | 1ª in Division 1B            |
| Cork Constitution | Cork     | Munster   | Temple Hill (1.000 spett)             | 1° in Division 1A            |
| Dolphin           | Cork     | Munster   | Musgrave Park (9.251 spett)           | 6° in Division 1A            |
| Garryowen         | Limerick | Munster   | Dooradoyle (1.500 spett)              | 8° in Division 1A            |
| Lansdowne         | Dublino  | Leinster  | Aviva Stadium (51.700 spett)          | 2ª in Division 1B            |
| Old Belvedere     | Dublino  | Leinster  | Anglesea Road (1.000 spett)           | Campione d'Irlanda in carica |
| Shannon           | Limerick | Munster   | Thomond Park (26.500 spett)           | 7° in Division 1A            |
| St. Mary’s        | Dublino  | Leinster  | Templeville Road (4.000 spett)        | 4° in Division 1A            |
| Young Munster     | Limerick | Munster   | Tom Clifford Park (1.500 spett)       | 3° in Division 1A            |

## Stagione Regolare

### Risultati
| Data       | Prima giornata                 | Risultato |  |
|            |                                |           |  |
| 1º ottobre | Blackrock - Clontarf           | 6 - 30    |  |
| 1º ottobre | Garryowen - St. Mary's College | 9 - 13    |  |
| 1º ottobre | Lansdowne - Cork Constitution  | 9 - 21    |  |
| 1º ottobre | Shannon - Dolphin              | 21 - 18   |  |
| 1º ottobre | Young Munster - Old Belvedere  | 23 - 19   |  |

| Data      | Seconda giornata               | Risultato |  |
|           |                                |           |  |
| 8 ottobre | Clontarf - Young Munster       | 16 - 15   |  |
| 8 ottobre | Cork Constitution - Shannon    | 10 - 14   |  |
| 8 ottobre | Dolphin - Blackrock            | 17 - 10   |  |
| 8 ottobre | Old Belvedere - Garryowen      | 25 - 30   |  |
| 8 ottobre | St. Mary's College - Lansdowne | 19 - 23   |  |

| Data       | Terza giornata               | Risultato |  |
|            |                              |           |  |
| 14 ottobre | Dolphin - Cork Constitution  | 10 - 17   |  |
| 14 ottobre | Lansdowne - Old Belvedere    | 22 - 18   |  |
| 15 ottobre | Blacrock - Young Munster     | 13 - 37   |  |
| 15 ottobre | Garryowen - Clontarf         | 6 - 9     |  |
| 15 ottobre | Shannon - St. Mary's College | 18 - 11   |  |

| Data       | Quarta giornata               | Risultato |  |
|            |                               |           |  |
| 28 ottobre | Clontarf - Lansdowne          | 25 - 13   |  |
| 28 ottobre | Old Belvedere - Blacrock      | 23 - 26   |  |
| 29 ottobre | Cork Constitution - Garryowen | 9 - 13    |  |
| 29 ottobre | St. Mary's College - Dolphin  | 15 - 7    |  |
| 29 ottobre | Young Munster - Shannon       | 9 - 3     |  |

| Data       | Quinta giornata               | Risultato |  |
|            |                               |           |  |
| 4 novembre | Garryowen - Young Munster     | 6 - 10    |  |
| 5 novembre | Lansdowne - Dolphin           | 38 - 21   |  |
| 5 novembre | Blacrock - St. Mary's College | 18 - 19   |  |
| 5 novembre | Cork Constitution - Clontarf  | 26 - 18   |  |
| 5 novembre | Shannon - Old Belvedere       | 18 - 18   |  |

| Data        | Sesta giornata                     | Risultato |  |
|             |                                    |           |  |
| 25 novembre | St. Mary's College - Old Belvedere | 15 - 10   |  |
| 26 novembre | Blackrock - Cork Constitution      | 14 - 17   |  |
| 26 novembre | Clontarf - Shannon                 | 29 - 8    |  |
| 26 novembre | Dolphin - Garryowen                | 9 - 14    |  |
| 26 novembre | Young Munster - Lansdowne          | 15 - 13   |  |

| Data       | Settima giornata                  | Risultato |  |
|            |                                   |           |  |
| 3 dicembre | Cork Constitution - Young Munster | 16 - 23   |  |
| 3 dicembre | Garryowen - Blackrock             | 20 - 13   |  |
| 3 dicembre | Old Belvedere - Dolphin           | 13 - 20   |  |
| 3 dicembre | Shannon - Lansdowne               | 16 - 25   |  |
| 3 dicembre | St. Mary's College - Clontarf     | 22 - 20   |  |

| Data      | Ottava giornata                   | Risultato |  |
|           |                                   |           |  |
| 7 gennaio | Blackrock - Shannon               | 30 - 15   |  |
| 7 gennaio | Dolphin - Clontarf                | 9 - 3     |  |
| 7 gennaio | Lansdowne - Garryowen             | 30 - 13   |  |
| 7 gennaio | Old Belvedere - Cork Constitution | 7 - 9     |  |
| 7 gennaio | Young Munster - St. Mary' College | 11 - 36   |  |

| Data       | Nona giornata                          | Risultato |  |
|            |                                        |           |  |
| 14 gennaio | Dolphin - Young Munster                | 26 - 20   |  |
| 14 gennaio | Clontarf - Old Belvedere               | 35 - 7    |  |
| 14 gennaio | Lansdowne - Blackrock                  | 55 - 13   |  |
| 14 gennaio | St. Mary's College - Cork Constitution | 21 - 8    |  |
| 9 marzo    | Garryowen - Shannon                    | 20 - 20   |  |

| Data       | Decima giornata                    | Risultato |  |
|            |                                    |           |  |
| 28 gennaio | Cork Constitution - Lansdowne      | 19 - 13   |  |
| 28 gennaio | Garryowen - Dolphin                | 19 - 13   |  |
| 28 gennaio | Old Belvedere - St. Mary's College | 10 - 27   |  |
| 28 gennaio | Shannon - Clontarf                 | 14 - 22   |  |
| 28 gennaio | Young Munster - Blackrock          | 25 - 10   |  |

| Data       | Undicesima giornata               | Risultato |  |
|            |                                   |           |  |
| 4 febbraio | Lansdowne - Shannon               | 17 - 22   |  |
| 4 febbraio | Blacrock - Old Belvedere          | 18 - 11   |  |
| 4 febbraio | Clontarf - Dolphin                | 32 - 23   |  |
| 4 febbraio | St. Mary's College - Garryowen    | 13 - 12   |  |
| 4 febbraio | Young Munster - Cork Constitution | 9 - 7     |  |

| Data        | Dodicesima giornata           | Risultato |  |
|             |                               |           |  |
| 10 febbraio | Shannon - Young Munster       | 20 - 23   |  |
| 11 febbraio | Cork Constitution - Blackrock | 43 - 6    |  |
| 11 febbraio | Dolphin - St. Mary's College  | 12 - 8    |  |
| 11 febbraio | Garryowen - Lansdowne         | 38 - 11   |  |
| 11 febbraio | Old Belvedere - Clontarf      | 13 - 25   |  |

| Data        | Tredicesima giornata         | Risultato |  |
|             |                              |           |  |
| 18 febbraio | Blackrock - Lansdowne        | 12 - 40   |  |
| 18 febbraio | Clontarf - Cork Constitution | 10 - 9    |  |
| 18 febbraio | Dolphin - Old Belvedere      | 17 - 16   |  |
| 18 febbraio | St. Mary's College - Shannon | 24 - 12   |  |
| 18 febbraio | Young Munster - Garryowen    | 21 - 15   |  |

| Data    | Quattordicesima giornata       | Risultato |  |
|         |                                |           |  |
| 2 marzo | Clontarf - Blackrock           | 42 - 3    |  |
| 2 marzo | Cork Constitution - Dolphin    | 29 - 28   |  |
| 2 marzo | Shannon - Garryowen            | 17 - 29   |  |
| 3 marzo | Old Belvedere - Young Munster  | 18 - 19   |  |
| 3 marzo | Lansdowne - St. Mary's College | 22 - 27   |  |

| Data     | Quindicesima giornata          | Risultato |  |
|          |                                |           |  |
| 24 marzo | Dolphin - Lansdowne            | 23 - 30   |  |
| 24 marzo | Shannon - Cork Constitution    | 9 - 19    |  |
| 24 marzo | St. Mary's College - Blackrock | 31 - 13   |  |
| 24 marzo | Young Munster - Clontarf       | 17 - 24   |  |
| 24 marzo | Garryowen - Old Belvedere      | 22 - 23   |  |

| Data     | Sedicesima giornata                    | Risultato |  |
|          |                                        |           |  |
| 31 marzo | Blackrock - Dolphin                    | 31 - 24   |  |
| 31 marzo | Clontarf - Garryowen                   | 47 - 18   |  |
| 31 marzo | Cork Constitution - St. Mary's College | 21 - 23   |  |
| 31 marzo | Old Belvedere - Shannon                | 31 - 16   |  |
| 31 marzo | Lansdowne - Young Munster              | 44 - 18   |  |

| Data      | Diciassettesima giornata      | Risultato |  |
|           |                               |           |  |
| 14 aprile | Clontarf - St. Mary's College | 12 - 18   |  |
| 14 aprile | Garryowen - Cork Constitution | 20 - 21   |  |
| 14 aprile | Old Belvedere - Lansdowne     | 22 - 18   |  |
| 14 aprile | Shannon - Blackrock           | 21 - 3    |  |
| 14 aprile | Young Munster - Dolphin       | 32 - 24   |  |

| Data      | Diciottesima giornata              | Risultato |  |
|           |                                    |           |  |
| 21 aprile | Blackrock - Garryowen              | 27 - 33   |  |
| 21 aprile | Cork Constitution - Old Belvedere  | 22 - 25   |  |
| 21 aprile | Dolphin - Shannon                  | 3 - 28    |  |
| 21 aprile | Lansdowne - Clontarf               | 27 - 28   |  |
| 21 aprile | St. Mary's College - Young Munster | 23 - 19   |  |

### Classifica
|                    |     | Squadra           | G  | V  | N | P  | PF  | PS  | DP   | Pt |
| ------------------ | --- | ----------------- | -- | -- | - | -- | --- | --- | ---- | -- |
| Irlanda (bandiera) | 1.  | St. Mary’s        | 18 | 15 | 0 | 3  | 365 | 257 | +108 | 66 |
|                    | 2.  | Clontarf          | 18 | 14 | 0 | 4  | 427 | 254 | +173 | 64 |
|                    | 3.  | Young Munster     | 18 | 12 | 0 | 6  | 346 | 333 | +13  | 54 |
|                    | 4.  | Cork Constitution | 18 | 10 | 0 | 8  | 323 | 272 | +51  | 49 |
|                    | 5.  | Lansdowne         | 18 | 9  | 0 | 9  | 450 | 370 | +80  | 48 |
|                    | 6.  | Garryowen         | 18 | 8  | 1 | 9  | 337 | 331 | +6   | 45 |
|                    | 7.  | Dolphin           | 18 | 6  | 0 | 12 | 304 | 376 | -72  | 33 |
|                    | 8.  | Shannon           | 18 | 6  | 2 | 10 | 292 | 341 | -49  | 30 |
|                    | 9.  | Old Belvedere     | 18 | 4  | 1 | 13 | 309 | 382 | -73  | 29 |
|                    | 10. | Blackrock College | 18 | 4  | 0 | 14 | 266 | 503 | -237 | 24 |

## Play off promozione / retrocessione
| Dublino 5 maggio 2012, ore 14:30 | Old Belvedere | 18 – 15 | Belfast Harlequins | Anglesea Road |